# Adam Creighton
Adam Creighton (né le 2 juin 1965 à Burlington dans la province d'Ontario au Canada) est un joueur professionnel canadien de hockey sur glace. Il évoluait au poste de centre. Il est le fils de Dave Creighton, également joueur de hockey professionnel.

## Biographie
Au terme de sa deuxième saison dans la Ligue de hockey de l'Ontario avec les 67 d'Ottawa, il est repêché par les Sabres de Buffalo au premier tour du repêchage d'entrée dans la LNH 1983 comme 11e joueur choisi. 
En 1984, il aide les 67's à remporter la Coupe J.-Ross-Robertson lors des séries éliminatoires de la LHO puis la coupe Memorial après avoir vaincu les Rangers de Kitchener en finale du tournoi. Il réalise au cours de ce tournoi 12 points, dont 5 buts et 7 aides, en 5 parties et remporte le trophée Stafford-Smythe, remis au meilleur joueur du tournoi. Lors de cette même saison, il est appelé par les Sabres et joue ses premiers matchs dans la Ligue nationale de hockey, mais aussi comme professionnel.
Après deux saisons à jouer entre les Sabres et son équipe affiliée dans la Ligue américaine de hockey, les Americans de Rochester, il devient un joueur régulier chez les Sabres en 1986-1987. Il manque une partie de la saison 1987-1988 à cause de blessures à l'épaule et au genou, le limitant à 36 parties. La saison suivante, il ne termine pas la saison à Buffalo, étant échangé en décembre 1988 aux Blackhawks de Chicago en retour de Rick Vaive.
Il connaît sa meilleure saison offensive dans la LNH en 1989-1990, alors qu'il réalise 34 buts et 36 aides pour 70 points en 80 parties. En octobre 1991, une transaction l'amène aux Islanders de New York. L'année suivante, il est réclamé au ballotage par le Lightning de Tampa Bay, toute nouvelle équipe dans la LNH, puis passe aux Blues de Saint-Louis deux ans plus tard. Étant souvent reproché pour son manque de constance, les Blues rachètent son contrat après une saison de 21 points en 61 parties en 1995-1996, saison limitée par des blessures à la cheville puis à la mâchoire. Il retourne avec les Blackhawks en signant un contrat comme agent libre, mais ne joue que 19 matchs pour 3 points.
En 1997, il quitte la LNH pour l'Allemagne et s'aligne avec l'équipe des Augsburger Panther en Deutsche Eishockey-Liga. Il joue deux saisons avec l'équipe allemande avant de se retirer de la compétition. En 2001, il devient recruteur avec les Bruins de Boston,.

## Statistiques

### En club
| Saison     | Équipe                 | Ligue      |     | Saison régulière | Saison régulière | Saison régulière | Saison régulière | Saison régulière |    | Séries éliminatoires | Séries éliminatoires | Séries éliminatoires | Séries éliminatoires | Séries éliminatoires |
| Saison     | Équipe                 | Ligue      | PJ  | B                | A                | Pts              | Pun              | PJ               | B  | A                    | Pts                  | Pun                  |                      |                      |
| 1981-1982  | 67 d'Ottawa            | LHO        | 60  | 15               | 27               | 42               | 73               | 17               | 7  | 1                    | 8                    | 40                   |                      |                      |
| 1982-1983  | 67 d'Ottawa            | LHO        | 68  | 44               | 46               | 90               | 88               | 9                | 0  | 2                    | 2                    | 12                   |                      |                      |
| 1983-1984  | 67 d'Ottawa            | LHO        | 56  | 42               | 49               | 91               | 79               | 13               | 16 | 11                   | 27                   | 28                   |                      |                      |
| 1983-1984  | Sabres de Buffalo      | LNH        | 7   | 2                | 2                | 4                | 4                | -                | -  | -                    | -                    | -                    |                      |                      |
| 1984-1985  | 67 d'Ottawa            | LHO        | 10  | 4                | 14               | 18               | 23               | 5                | 6  | 2                    | 8                    | 11                   |                      |                      |
| 1984-1985  | Sabres de Buffalo      | LNH        | 30  | 2                | 8                | 10               | 33               | -                | -  | -                    | -                    | -                    |                      |                      |
| 1984-1985  | Americans de Rochester | LAH        | 6   | 5                | 3                | 8                | 2                | 5                | 2  | 1                    | 3                    | 20                   |                      |                      |
| 1985-1986  | Americans de Rochester | LAH        | 32  | 17               | 21               | 38               | 27               | -                | -  | -                    | -                    | -                    |                      |                      |
| 1985-1986  | Sabres de Buffalo      | LNH        | 19  | 1                | 1                | 2                | 2                | -                | -  | -                    | -                    | -                    |                      |                      |
| 1986-1987  | Sabres de Buffalo      | LNH        | 56  | 18               | 22               | 40               | 26               | -                | -  | -                    | -                    | -                    |                      |                      |
| 1987-1988  | Sabres de Buffalo      | LNH        | 36  | 10               | 17               | 27               | 87               | -                | -  | -                    | -                    | -                    |                      |                      |
| 1988-1989  | Sabres de Buffalo      | LNH        | 24  | 7                | 10               | 17               | 44               | -                | -  | -                    | -                    | -                    |                      |                      |
| 1988-1989  | Blackhawks de Chicago  | LNH        | 43  | 15               | 14               | 29               | 92               | 15               | 5  | 6                    | 11                   | 44                   |                      |                      |
| 1989-1990  | Blackhawks de Chicago  | LNH        | 80  | 34               | 36               | 70               | 224              | 20               | 3  | 6                    | 9                    | 59                   |                      |                      |
| 1990-1991  | Blackhawks de Chicago  | LNH        | 72  | 22               | 29               | 51               | 135              | 6                | 0  | 1                    | 1                    | 10                   |                      |                      |
| 1991-1992  | Blackhawks de Chicago  | LNH        | 11  | 6                | 6                | 12               | 16               | -                | -  | -                    | -                    | -                    |                      |                      |
| 1991-1992  | Islanders de New York  | LNH        | 66  | 15               | 9                | 24               | 102              | -                | -  | -                    | -                    | -                    |                      |                      |
| 1992-1993  | Lightning de Tampa Bay | LNH        | 83  | 19               | 20               | 39               | 110              | -                | -  | -                    | -                    | -                    |                      |                      |
| 1993-1994  | Lightning de Tampa Bay | LNH        | 53  | 10               | 10               | 20               | 37               | -                | -  | -                    | -                    | -                    |                      |                      |
| 1994-1995  | Blues de Saint-Louis   | LNH        | 48  | 14               | 20               | 34               | 74               | 7                | 2  | 0                    | 2                    | 16                   |                      |                      |
| 1995-1996  | Blues de Saint-Louis   | LNH        | 61  | 11               | 10               | 21               | 78               | 13               | 1  | 1                    | 2                    | 8                    |                      |                      |
| 1996-1997  | Blackhawks de Chicago  | LNH        | 19  | 1                | 2                | 3                | 13               | -                | -  | -                    | -                    | -                    |                      |                      |
| 1996-1997  | Ice d'Indianapolis     | LIH        | 6   | 1                | 7                | 8                | 11               | -                | -  | -                    | -                    | -                    |                      |                      |
| 1997-1998  | Augsburger Panther     | DEL        | 22  | 10               | 9                | 19               | 45               | 6                | 2  | 3                    | 5                    | 4                    |                      |                      |
| 1998-1999  | Augsburger Panther     | DEL        | 10  | 0                | 2                | 2                | 30               | -                | -  | -                    | -                    | -                    |                      |                      |
| Totaux LNH | Totaux LNH             | Totaux LNH | 708 | 187              | 216              | 403              | 1 077            | 61               | 11 | 14                   | 25                   | 137                  |                      |                      |

### En équipe nationale
| Année | Compétition                 |   | PJ | B | A  | Pts | Pun           |  | Résultat |
| 1985  | Championnat du monde junior | 7 | 8  | 4 | 12 | 4   | Médaille d'or |  |          |

## Trophées et honneurs personnels
- 1983-1984 :
  - champion de la Coupe Memorial avec les 67 d'Ottawa.
  - remporte le trophée Stafford-Smythe du meilleur joueur du tournoi de la Coupe Memorial.
  - nommé dans l'équipe d'étoiles du tournoi de la Coupe Memorial.

## Transactions en carrière
- 1983 : repêché par les Sabres de Buffalo au premier tour, 11e rang au total.
- 26 décembre 1988 : échangé par les Sabres aux Blackhawks de Chicago contre Rick Vaive.
- 25 octobre 1991 : échangé par les Blackhawks aux Islanders de New York contre Brent Sutter et Brad Lauer.
- 4 octobre 1992 : réclamé au ballotage par le Lightning de Tampa Bay en provenance des Islanders.
- 6 octobre 1994 : échangé par le Lightning aux Blues de Saint-Louis contre Tom Tilley.
- 9 octobre 1996 : signe en tant qu'agent libre avec les Blackhawks de Chicago.